# André Siegfried

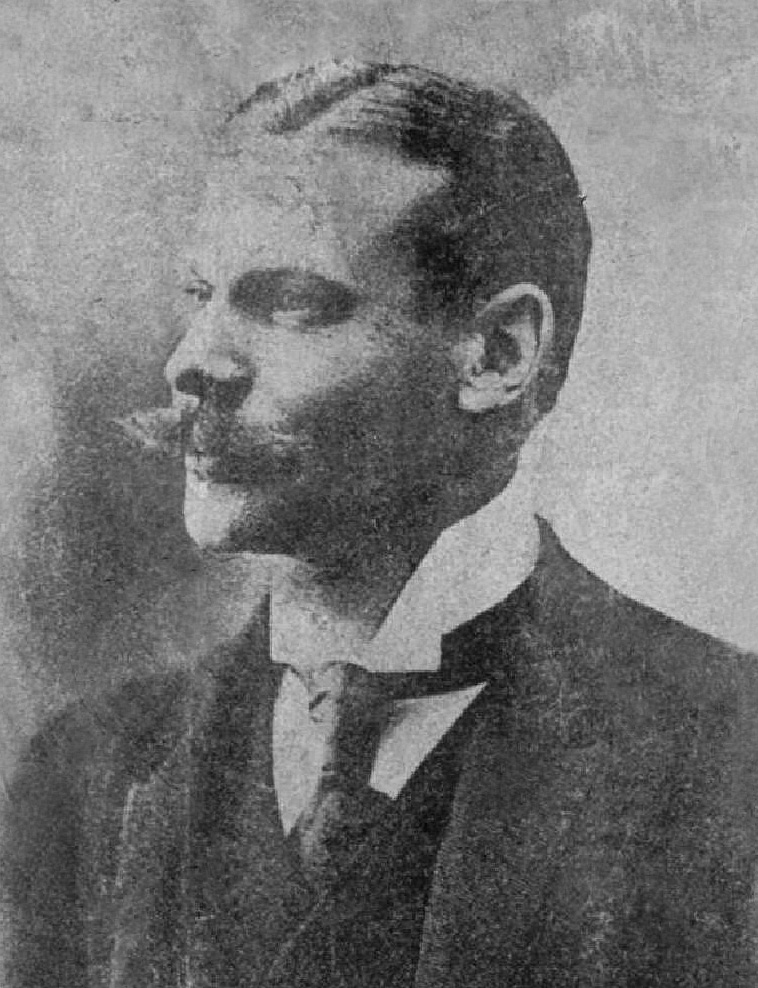
André Siegfried (1910)

André Siegfried (* 21. April 1875 in Le Havre; † 28. März 1959 in Paris) war ein französischer Geograph, Politik- und Wirtschaftswissenschaftler sowie Schriftsteller.

## Leben
André Siegfried stammte aus einer protestantischen Familie. Sein Vater war der ursprünglich aus dem Elsass stammende Politiker und Industrielle Jules Siegfried, der seine Heimat nach dem Deutsch-Französischen Krieg 1870/71 verlassen hatte, um Franzose zu bleiben. Seine Mutter, die Frauenrechtlerin Julie Siegfried (geb. Puaux), kam aus der Normandie. Von Le Havre, wo er aufgewachsen war, zog er nach Paris und studierte dort an der École libre des sciences politiques (Freie Schule der Politikwissenschaften, „Sciences Po“). Nach dem Militärdienst machte er in den Jahren 1900–1901 eine Weltreise (USA, Mexiko, Neuseeland, Australien, Japan, China, Indochina, Indien). 
Mit einer Arbeit über die Demokratie in Neuseeland wurde er 1904 an der geisteswissenschaftlichen Fakultät der Universität Paris zum Docteur-ès-lettres promoviert. Nach dem Vorbild seines Vaters, der Bürgermeister von Le Havre und langjähriger Parlamentsabgeordneter war, zog es auch André Siegfried auf Seiten der linken Republikaner in die Politik, die er jedoch nach vier Wahlniederlagen von 1902 bis 1910 wieder aufgab. Von 1910/11 bis 1955 lehrte Siegfried an der Sciences Po Wirtschaftsgeographie. Er arbeitete auch auf den Gebieten Geschichte, Geisteswissenschaften und Jura (in dieser Disziplin erlangte er einen zweiten Doktortitel). 
In der Hauptsache waren es Forschungsarbeiten, die ihn bei den französischen Wissenschaftlern berühmt werden ließen. Eines seiner wichtigsten Werke ist das 1913 erschiene Tableau politique de la France de l'Ouest sous la Troisième République („Politische Landschaft Westfrankreichs in der Dritten Republik“). Darin argumentierte Siegfried am Beispiel von 15 Départements im Westen Frankreichs einen Zusammenhang zwischen der geologischen Bodenbeschaffenheit, der Bevölkerungsstruktur und dem Wählerverhalten. Damit war er ein Pionier der Wahlgeographie bzw. -soziologie, nicht nur in Frankreich, sondern weltweit.
Im Ersten Weltkrieg diente er als Verbindungsoffizier zum britischen Militär und ging dann im Auftrag des Staatssekretärs für die Seeblockade auf eine Wirtschaftsmission nach Nordamerika, Australien und Neuseeland. Von 1920 bis 1922 leitete er die ökonomische Abteilung des französischen Dienstes für den Völkerbund im Außenministerium am Pariser Quai d’Orsay. Siegfried wurde 1933 zum Professor am Collège de France gekürt, wo er bis 1945 den Lehrstuhl für Wirtschaftsgeographie und politische Geographie innehatte.
Als französischer Wirtschaftsexperte wurde André Siegfried 1919 als Ritter der Ehrenlegion und 1955 als ihr Großoffizier ausgezeichnet. 1932 in die Académie des sciences morales et politiques gewählt. Er fertigte politische Studien über die USA, Kanada, Neuseeland, die Schweiz, über die Wahlsoziologie und Frankreich an. Seit 1936 war er assoziiertes Mitglied der Königlichen Akademie von Belgien. Nach der Befreiung Frankreichs im Zweiten Weltkrieg wurde er 1944 in die Académie française gewählt, wo er als Nachfolger Gabriel Hanotaux’ den Fauteuil Nr. 29 einnahm. Er wurde 1945 erster Präsident der Fondation nationale des sciences politiques (Nationalen Stiftung für Politische Wissenschaften), die seither Trägerin des aus der École libre des sciences politiques hervorgegangenen Institut d’études politiques de Paris ist, das wie die Vorgängereinrichtung ebenfalls kurz „Sciences Po“ genannt wird.
Siegfried hatte in den 1920er Jahren wissenschaftliche Verbindungen mit dem deutschen Soziologen Gottfried Salomon.
Am 1. Juni 1947 gründete er u. a. mit René Courtin, Paul Reynaud, Paul Ramadier und Pierre-Henri Teitgen das Conseil français pour l’Europe unie, eine Vereinigung von Christdemokraten, die ab 1965 den Namen Union européenne des démocrates-chrétiens (Europäische Union Christlicher Demokraten) trug. Hieraus entstand schließlich die Europäische Volkspartei, die derzeit wählerstärkste Partei auf europäischer Ebene.

## Veröffentlichungen
- L’Âme des peuples, Paris, Hachette 1950. Livre disponible dans Les Classiques des sciences sociales.
- Mes souvenirs de la IIIe République: Mon père et son temps 1836–1922. Éditions du Grand Siècle, Paris 1946.
- Tableau politique de la France de l'ouest sous la troisième République, 102 Cartes et Croquis, 1 Carte hors-texte. A. Colin, Paris 1913. Faksimile-Druck durch Slatkine Reprints/A. Colin, Genève/Paris/Gex 1980, ISBN 2-05-100100-6.
- Switzerland: A Democratic Way of Life. J. Cape, London 1950.
- Democracy in New Zealand. G. Bell and sons, 1914.
- The Race Question in Canada. E. Nash, London 1907.
- America Comes of Age. A French Analysis. Harcourt, Brace and Company, New York 1928 (Reprint: Kessinger Publishing 2005, ISBN 0-7661-9813-8).